# Hippolyte Alphonse Quénault
Pour les articles homonymes, voir Quénault.
Hippolyte Alphonse Quénault est un homme politique français né le 6 juin 1795 à Cherbourg (Manche) et mort le 6 avril 1878 à Paris.

## Biographie

Traité des assurances terrestres, 1828 (Milano, Fondazione Mansutti).

Avocat à Paris en 1816, il est docteur en droit en 1828 et avocat au Conseil d'État et à la Cour de cassation en 1829.
Partisan de la Monarchie de Juillet, il est nommé juge au tribunal de la Seine en 1830, chef de division au ministère de la Justice en 1833, maitre des requêtes au Conseil d’État en 1836 et conseiller d’État en 1837. Il est secrétaire général du Ministère de l'Intérieur en 1839, puis du ministère de la Justice en 1840. Il est député de la Manche de 1837 à 1841 et de 1845 à 1848, siégeant dans la majorité ministérielle. En 1841, il est avocat général à la Cour de Cassation, puis conseiller à la Cour de Cassation en 1846. Il prend sa retraite de magistrat en 1870 et devient vice-président du tribunal des conflits de 1871 à 1877.
Il est inhumé au cimetière du Père-Lachaise (9e division),,.

## Source bibliographique
- « Hippolyte Alphonse Quénault », dans Adolphe Robert et Gaston Cougny, Dictionnaire des parlementaires français, t. V, Edgar Bourloton, 1889-1891 [détail de l’édition] (lire en ligne), p. 65